# Petra Ritter
Petra Ritter (de soltera Wobst; nacida en 1974) es una neurocientífica alemana y médica en la Charité en Berlín. Su campo es la neurociencia computacional y su enfoque es desarrollar simulaciones cerebrales para personas individuales con condiciones neurológicas, combinando EEG y datos de neuroimagen.

## Trayectoria
Ritter estudió Medicina en la Universidad Humboldt de Berlín. Hizo la residencia en UCLA, UCSD, Mount Sinai School of Medicine de Nueva York y Harvard Medical School, así como en Charité. En 2002 obtuvo la licencia para ejercer la medicina. En 2004 terminó su tesis doctoral en la Charité con Arno Villringer.
Dirigió un laboratorio en el Instituto Max Planck de Ciencias Cognitivas y Cerebrales Humanas en Leipzig de 2011 a 2015.
Es cofundadora de la plataforma de simulación cerebral de código abierto The Virtual Brain. Desde octubre de 2017 es profesora titular vitalicia de simulación cerebral en el Departamento de Neurología de la Charité y el Instituto de Salud de Berlín.

## Articúlos
En 2018, sus artículos más citados eran:
- Moosmann, M; Ritter, P; Krastel, I; Brink, A; Thees, S; Blankenburg, F; Taskin, B; Obrig, H et al. (September 2003). «Correlates of alpha rhythm in functional magnetic resonance imaging and near infrared spectroscopy.». NeuroImage 20 (1): 145-58. PMID 14527577. doi:10.1016/s1053-8119(03)00344-6.
- Ritter, P; Moosmann, M; Villringer, A (April 2009). «Rolandic alpha and beta EEG rhythms' strengths are inversely related to fMRI-BOLD signal in primary somatosensory and motor cortex.». Human Brain Mapping 30 (4): 1168-87. PMC 6870597. PMID 18465747. doi:10.1002/hbm.20585.
- Obrig, H; Wenzel, R; Kohl, M; Horst, S; Wobst, P; Steinbrink, J; Thomas, F; Villringer, A (March 2000). «Near-infrared spectroscopy: does it function in functional activation studies of the adult brain?». International Journal of Psychophysiology 35 (2–3): 125-42. PMID 10677642. doi:10.1016/s0167-8760(99)00048-3.
- Ritter, P; Villringer, A (2006). «Simultaneous EEG-fMRI.». Neuroscience and Biobehavioral Reviews 30 (6): 823-38. PMID 16911826. doi:10.1016/j.neubiorev.2006.06.008.
- Freyer, F; Roberts, JA; Becker, R; Robinson, PA; Ritter, P; Breakspear, M (27 de abril de 2011). «Biophysical mechanisms of multistability in resting-state cortical rhythms.». The Journal of Neuroscience 31 (17): 6353-61. PMC 6622680. PMID 21525275. doi:10.1523/JNEUROSCI.6693-10.2011.